# Saisonbilanzen von Arminia Bielefeld

Vereinswappen

Die Saisonbilanzen von Arminia Bielefeld zeigen für jede Saison die Liga, die Platzierung, das Torverhältnis, die Zahl der erreichten Punkte sowie das Abschneiden im Tschammer- bzw. DFB-Pokal an. Für einige Spielzeiten werden zusätzlich, sofern bekannt, noch die Anzahl der Siege, Unentschieden und Niederlagen sowie der erfolgreichste Torschütze angegeben.
Arminia Bielefeld wurde am 3. Mai 1905 als 1. Bielefelder FC „Arminia“ gegründet. 1919 ging der Verein eine Fusion mit der Bielefelder Turngemeinde 1848 ein und nannte sich TG Arminia Bielefeld. Am 20. Oktober 1922 wurde die TG Arminia auf Antrag der ehemaligen Mitglieder des BFC Arminia aufgelöst. Am 6. November 1922 wurde der 1. BFC Arminia wieder gegründet. Die Umbenennung in den heutigen Namen DSC Arminia Bielefeld erfolgte am 30. Januar 1926.
Seit 1933 ist die Arminia 31 Mal auf- oder abgestiegen. Mit acht Aufstiegen in die Bundesliga trägt der DSC Arminia gemeinsam mit dem 1. FC Nürnberg den inoffiziellen Titel des „Rekordaufsteigers“. Die erfolgreichsten Bundesligaspielzeiten waren die Saisons 1982/83 und 1983/84, die der Verein jeweils als Achter abschließen konnte. Im DFB-Pokal erreichte die Mannschaft 2025 das Endspiel und 2005, 2006 und 2015 jeweils das Halbfinale.

## Legende
- Saison: Nennt die jeweilige Spielzeit.
- Liga: Nennt den Namen der Spielklasse.
- Platz: Nennt die Platzierung. Grün unterlegte Platzierungen kennzeichnen einen Aufstieg während rot unterlegte Platzierungen auf Abstiege hinweisen. Bei gelb unterlegten Platzierungen hat sich die Mannschaft für eine Aufstiegsrunde bzw. für Relegationsspiele qualifiziert.
- Spiele: Nennt die Anzahl der ausgetragenen Spiele.
- S, U, N: Nennt die Anzahl der Siege, Unentschieden und Niederlagen in der Saison.
- Tore: Nennt das in der Saison erreichte Torverhältnis. Die Zahl vor dem Doppelpunkt nennt die Anzahl der erzielte Tore, die Zahl nach dem Doppelpunkt die Anzahl der kassierten Tore.
- Punkte: Nennt die Anzahl der erzielten Punkte. Seit 1995 gilt die Drei-Punkte-Regel.
- DFB-Pokal: Nennt die im DFB-Pokal erreichte Runde.
- Westdeutscher Pokal: Nennt die im Westdeutschen Pokal erreichte Runde.
- Westfalenpokal: Nennt die im Westfalenpokal erreichte Runde.
- Bester Torschütze: Nennt den Spieler, der in der jeweiligen Saison die meisten Tore in Ligaspielen erzielt hat.
- Tore: Nennt die Anzahl der Tore, die der oder die beste(n) Torschützen in der Saison erzielt haben.

## Saisonbilanzen

### Die 1900er Jahre
| Saison  | Liga                               | Platz | Level | Tore  | Punkte | Westfalen- meisterschaft | Westdeutsche Meisterschaft | Deutsche Meisterschaft |
| ------- | ---------------------------------- | ----- | ----- | ----- | ------ | ------------------------ | -------------------------- | ---------------------- |
| 1906/07 | 1. Klasse Ravensberg/Lippe         | 3.    | I     | 07:07 | 06:06  | nicht qualifiziert       | nicht qualifiziert         | nicht qualifiziert     |
| 1907/08 | 1. Klasse Ravensberg/Lippe, Abt. B | 1.    | I     | 09:04 | 06:02  | Finalist                 | nicht qualifiziert         | nicht qualifiziert     |
| 1908/09 | A-Klasse Ravensberg/Lippe          | 2.    | I     | 35:21 | 18:06  | nicht qualifiziert       | nicht qualifiziert         | nicht qualifiziert     |
| 1909/10 | A-Klasse Ravensberg/Lippe          | 5.    | I     | 19:26 | 06:18  | nicht qualifiziert       | nicht qualifiziert         | nicht qualifiziert     |

### Die 1910er Jahre
| Saison  | Liga                               | Platz                     | Level                     | Tore                      | Punkte                    | Westfalen- meisterschaft | Westdeutsche Meisterschaft | Deutsche Meisterschaft |
| ------- | ---------------------------------- | ------------------------- | ------------------------- | ------------------------- | ------------------------- | ------------------------ | -------------------------- | ---------------------- |
| 1910/11 | A-Klasse Ravensberg/Lippe, Gr. Ost | 2.                        | II 1                      | 29:17                     | 09:07                     | nicht qualifiziert       | nicht qualifiziert         | nicht qualifiziert     |
| 1911/12 | A-Klasse Westfalen, Gr. Ost        | 7.                        | II                        | 28:33                     | 10:18                     | nicht qualifiziert       | nicht qualifiziert         | nicht qualifiziert     |
| 1912/13 | A-Klasse Westfalen, Gr. Ost        | 1.                        | II                        | 40:12                     | 22:06                     | Sieger                   | Halbfinale                 | nicht qualifiziert     |
| 1913/14 | Kreisliga Westfalen                | 2.                        | I 2                       | 34:16                     | 20:08                     | nicht qualifiziert       | nicht qualifiziert         | nicht qualifiziert     |
| 1914/15 | Bezirk Ravensberg-Lippe 3 4        | 2.                        | I                         | 0?:0?                     | 14:02                     | nicht ausgespielt 4      | nicht ausgespielt 4        | nicht ausgespielt 4    |
| 1915/16 | Bezirk Ravensberg-Lippe            | 1.                        | I                         | 24:03                     | 12:0                      | nicht ausgespielt 4      | nicht ausgespielt 4        | nicht ausgespielt 4    |
| 1916/17 | Bezirk Ravensberg-Lippe            | 1.                        | I                         | 40:16                     | 20:04                     | nicht ausgespielt 4      | nicht ausgespielt 4        | nicht ausgespielt 4    |
| 1917/18 | Bezirk Ravensberg-Lippe            | 2.                        | I                         | 20:10                     | 11:05                     | nicht ausgespielt 4      | nicht ausgespielt 4        | nicht ausgespielt 4    |
| 1918/19 | Bezirk Ravensberg-Lippe            | Meisterschaft abgebrochen | Meisterschaft abgebrochen | Meisterschaft abgebrochen | Meisterschaft abgebrochen | nicht ausgespielt 4      | nicht ausgespielt 4        | nicht ausgespielt 4    |
| 1919/20 | Kreisliga Westfalen                | 2.                        | I                         | 39:22                     | 23:11                     | nicht qualifiziert       | nicht qualifiziert         | nicht qualifiziert     |

### Die 1920er Jahre
| Saison  | Liga                                | Platz | Level | Tore   | Punkte | Westfalen- meisterschaft | Westdeutsche Meisterschaft | Deutsche Meisterschaft |
| ------- | ----------------------------------- | ----- | ----- | ------ | ------ | ------------------------ | -------------------------- | ---------------------- |
| 1920/21 | Kreisliga Westfalen, Gr. Ost        | 1.    | I     | 051:11 | 28:06  | disqualifiziert 1        | nicht qualifiziert         | nicht qualifiziert     |
| 1921/22 | Gauliga Westfalen                   | 1.    | I     | 057:10 | 36:0   | Sieger                   | Sieger                     | Viertelfinale 2        |
| 1922/23 | Gauliga Westfalen, Gr. Ost          | 1.    | I     | 032:12 | 14:0   | Sieger                   | Sieger                     | Viertelfinale 3        |
| 1923/24 | Gauliga Westfalen                   | 1.    | I     | 075:20 | 34:04  | Sieger                   | Dritter                    | nicht qualifiziert     |
| 1924/25 | Gauliga Westfalen                   | 1.    | I     | 052:08 | 24:04  | Sieger                   | Dritter                    | nicht qualifiziert     |
| 1925/26 | 1. Bezirksklasse Westfalen          | 1.    | I     | 108:18 | 50:06  | Sieger                   | Fünfter                    | nicht qualifiziert     |
| 1926/27 | 1. Bezirksklasse Westfalen, Gr. Ost | 1.    | I     | 068:14 | 28:0   | Sieger                   | Fünfter                    | nicht qualifiziert     |
| 1927/28 | 1. Bezirksklasse Westfalen, Gr. Ost | 2.    | I     | 067:17 | 22:06  | nicht qualifiziert       | nicht qualifiziert         | nicht qualifiziert     |
| 1928/29 | 1. Bezirksklasse Westfalen, Gr. Ost | 1.    | I     | 028:12 | 20:18  | Zweiter                  | Halbfinale 4               | nicht qualifiziert     |
| 1929/30 | Bezirksliga Westfalen               | 5.    | I     | 026:33 | 12:16  | nicht qualifiziert       | nicht qualifiziert         | nicht qualifiziert     |

### Die 1930er Jahre
| Saison  | Liga                           | Platz | Level | Tore  | Punkte | Westfalen- meisterschaft | Westdeutsche Meisterschaft | Deutsche Meisterschaft |
| ------- | ------------------------------ | ----- | ----- | ----- | ------ | ------------------------ | -------------------------- | ---------------------- |
| 1930/31 | Bezirksliga Westfalen, Gr. Ost | 2.    | I     | 50:23 | 26:10  | nicht qualifiziert       | nicht qualifiziert         | nicht qualifiziert     |
| 1931/32 | Bezirksliga Westfalen, Gr. Ost | 4.    | I     | 45:33 | 23:17  | nicht qualifiziert       | nicht qualifiziert         | nicht qualifiziert     |
| 1932/33 | Bezirksliga Westfalen, Gr. Ost | 1.    | I     | 55:22 | 30:06  | Sieger                   | Viertelfinale              | nicht qualifiziert     |

| Saison  | Liga                     | Level | Platz | S             | U             | N             | Tore   | Punkte | Pokal              |
| ------- | ------------------------ | ----- | ----- | ------------- | ------------- | ------------- | ------ | ------ | ------------------ |
| 1933/34 | Gauliga Westfalen        | I     | 10.   | 02            | 2             | 14            | 023:60 | 06:30  | nicht ausgespielt  |
| 1934/35 | Bezirksliga Ostwestfalen | II    | 02.   | nicht bekannt | nicht bekannt | nicht bekannt | 100:25 | 33:07  | nicht qualifiziert |
| 1935/36 | Bezirksliga Ostwestfalen | II    | 02.   | nicht bekannt | nicht bekannt | nicht bekannt | 058:27 | 31:13  | 1. Runde           |
| 1936/37 | Bezirksliga Ostwestfalen | II    | 01.   | nicht bekannt | nicht bekannt | nicht bekannt | 083:24 | 39:05  | nicht qualifiziert |
| 1936/37 | Aufstiegsrunde           | II    | 03.   | 05            | 2             | 03            | 031:13 | 12:08  | nicht qualifiziert |
| 1937/38 | Bezirksliga Ostwestfalen | II    | 01.   | nicht bekannt | nicht bekannt | nicht bekannt | 095:17 | 38:06  | 2. Runde           |
| 1937/38 | Aufstiegsrunde, Gruppe 2 | II    | 01.   | 04            | 0             | 0             | 015:01 | 08:0   | 2. Runde           |
| 1938/39 | Gauliga Westfalen        | I     | 06.   | 06            | 5             | 07            | 029:28 | 17:19  | nicht qualifiziert |
| 1939/40 | Gauliga Westfalen        | I     | 02.   | 10            | 1             | 07            | 049:42 | 21:15  | nicht qualifiziert |

### Die 1940er Jahre
| Saison  | Liga                   | Level | Platz                | S                    | U                    | N                    | Tore                 | Punkte               | Pokal              |
| ------- | ---------------------- | ----- | -------------------- | -------------------- | -------------------- | -------------------- | -------------------- | -------------------- | ------------------ |
| 1940/41 | Gauliga Westfalen      | I     | 06.                  | 10                   | 3                    | 09                   | 56:52                | 23:21                | nicht qualifiziert |
| 1941/42 | Gauliga Westfalen      | I     | 06.                  | 08                   | 3                    | 07                   | 44:48                | 19:17                | 2. Runde           |
| 1942/43 | Gauliga Westfalen      | I     | 07.                  | 08                   | 1                    | 09                   | 41:43                | 17:19                | nicht qualifiziert |
| 1943/44 | Gauliga Westfalen 1    | I     | 10.                  | 02                   | 6                    | 10                   | 23:50                | 10:26                | nicht qualifiziert |
| 1944/45 | Kriegsgauklasse, Gr. 3 | I     | Saison abgebrochen 2 | Saison abgebrochen 2 | Saison abgebrochen 2 | Saison abgebrochen 2 | Saison abgebrochen 2 | Saison abgebrochen 2 | nicht ausgespielt  |

| Saison          | Liga                        | Level | Platz | S             | U             | N             | Tore   | Punkte | DFB-Pokal         | Westdeutscher Pokal | Bester Torschütze | Tore |
| --------------- | --------------------------- | ----- | ----- | ------------- | ------------- | ------------- | ------ | ------ | ----------------- | ------------------- | ----------------- | ---- |
| 1945/46         | Landesliga Westfalen, Gr. 2 | I     | 08.   | 04            | 6             | 06            | 021:34 | 14:18  | nicht ausgespielt | nicht ausgespielt   | unbekannt         | –    |
| 1946/47         | Bezirksklasse Bielefeld     | II    | 05.   | nicht bekannt | nicht bekannt | nicht bekannt | 037:34 | 19:17  | nicht ausgespielt | nicht ausgespielt   | unbekannt         | –    |
| 1947/48         | Bezirksklasse Bielefeld     | III 3 | 01. 4 | 19            | 3             | 0             | 119:29 | 41:03  | nicht ausgespielt | nicht ausgespielt   | unbekannt         | –    |
| 1948/49         | Landesliga Westfalen, Gr. 3 | II    | 01.   | 16            | 6             | 04            | 075:29 | 38:14  | nicht ausgespielt | nicht ausgespielt   | unbekannt         | –    |
| 1948/49         | Aufstiegsrunde              | II    | 01.   | 02            | 0             | 02            | 005:04 | 04:04  | nicht ausgespielt | nicht ausgespielt   | unbekannt         | –    |
| 1948/49         | Entscheidungsspiele 5       | II    | 01.   | 02            | 0             | 0             | 004:01 | 04:0   | nicht ausgespielt | nicht ausgespielt   | unbekannt         | –    |
| 1949/50 Details | Oberliga West               | I     | 15.   | 05            | 7             | 18            | 032:72 | 17:43  | nicht ausgespielt | Achtelfinale        | Horst Berning     | 9    |

### Die 1950er Jahre
| Saison          | Liga                        | Level | Platz | S  | U  | N  | Tore  | Punkte | DFB-Pokal          | Westdeutscher Pokal | Bester Torschütze  | Tore |
| --------------- | --------------------------- | ----- | ----- | -- | -- | -- | ----- | ------ | ------------------ | ------------------- | ------------------ | ---- |
| 1950/51 Details | II. Division West, Gr. 1    | II    | 09.   | 10 | 07 | 13 | 64:68 | 27:33  | nicht ausgespielt  | Achtelfinale        | Heinz Conradi      | 21   |
| 1951/52 Details | II. Division West, Gr. 1    | II    | 04.   | 15 | 06 | 11 | 53:40 | 36:28  | nicht ausgespielt  | 3. Runde            | Karl-Heinz Hellwig | 15   |
| 1952/53 Details | II. Division West 1         | II    | 06.   | 15 | 03 | 12 | 45:52 | 33:27  | nicht qualifiziert | 4. Runde            | Karl-Heinz Hellwig | 9    |
| 1953/54 Details | II. Division West           | II    | 16.   | 08 | 06 | 16 | 37:64 | 22:38  | nicht qualifiziert | 1. Runde            | Karl-Heinz Hellwig | 8    |
| 1954/55         | Landesliga Westfalen, Gr. 1 | III   | 03.   | 19 | 02 | 09 | 64:37 | 40:20  | nicht qualifiziert | nicht ausgespielt   | nicht bekannt      | –    |
| 1955/56         | Landesliga Westfalen, Gr. 1 | III   | 04.   | 17 | 04 | 07 | 64:35 | 38:18  | nicht qualifiziert | nicht qualifiziert  | nicht bekannt      | –    |
| 1956/57         | Verbandsliga Westfalen I 2  | III   | 03.   | 15 | 06 | 09 | 44:38 | 36:24  | nicht qualifiziert | nicht qualifiziert  | nicht bekannt      | –    |
| 1957/58         | Verbandsliga Westfalen I    | III   | 02.   | 21 | 04 | 05 | 89:38 | 43:17  | nicht qualifiziert | nicht qualifiziert  | nicht bekannt      | –    |
| 1958/59         | Verbandsliga Westfalen I    | III   | 03.   | 14 | 10 | 06 | 43:25 | 38:22  | nicht qualifiziert | 1. Runde            | nicht bekannt      | –    |
| 1959/60         | Verbandsliga Westfalen I    | III   | 05.   | 14 | 08 | 08 | 60:40 | 36:24  | nicht qualifiziert | nicht qualifiziert  | nicht bekannt      | –    |

### Die 1960er Jahre
| Saison          | Liga                            | Level | Platz                                       | S                                           | U                                           | N                                           | Tore                                        | Punkte                                      | DFB-Pokal          | Westdeutscher Pokal | Bester Torschütze | Tore |
| --------------- | ------------------------------- | ----- | ------------------------------------------- | ------------------------------------------- | ------------------------------------------- | ------------------------------------------- | ------------------------------------------- | ------------------------------------------- | ------------------ | ------------------- | ----------------- | ---- |
| 1960/61         | Verbandsliga Westfalen I        | III   | 02.                                         | 16                                          | 03                                          | 09                                          | 62:37                                       | 35:21                                       | nicht qualifiziert | nicht qualifiziert  | nicht bekannt     | –    |
| 1961/62         | Verbandsliga Westfalen I        | III   | 01.                                         | 17                                          | 06                                          | 05                                          | 64:27                                       | 40:16                                       | nicht qualifiziert | nicht qualifiziert  | nicht bekannt     | –    |
| 1961/62         | Endspiel Westfalenmeisterschaft | III   | Arminia Bielefeld – BV Brambauer (2:1, 0:0) | Arminia Bielefeld – BV Brambauer (2:1, 0:0) | Arminia Bielefeld – BV Brambauer (2:1, 0:0) | Arminia Bielefeld – BV Brambauer (2:1, 0:0) | Arminia Bielefeld – BV Brambauer (2:1, 0:0) | Arminia Bielefeld – BV Brambauer (2:1, 0:0) | nicht qualifiziert | nicht qualifiziert  | nicht bekannt     | –    |
| 1961/62         | Aufstiegsrunde                  | III   | 02.                                         | 01                                          | 0                                           | 01                                          | 02:01                                       | 02:02                                       | nicht qualifiziert | nicht qualifiziert  | nicht bekannt     | –    |
| 1962/63 Details | II. Division West               | II    | 07.                                         | 14                                          | 04                                          | 12                                          | 51:44                                       | 32:28                                       | nicht qualifiziert | nicht qualifiziert  | Werner Ruchel     | 13   |
| 1963/64 Details | Regionalliga West               | II    | 11.                                         | 14                                          | 10                                          | 14                                          | 65:74                                       | 38:38                                       | nicht qualifiziert | 3. Runde            | Gerd Roggensack   | 21   |
| 1964/65 Details | Regionalliga West               | II    | 05.                                         | 15                                          | 09                                          | 10                                          | 68:52                                       | 39:29                                       | nicht qualifiziert | 1. Runde            | Ulrich Kohn       | 16   |
| 1965/66 Details | Regionalliga West               | II    | 10.                                         | 13                                          | 06                                          | 15                                          | 60:58                                       | 32:36                                       | 1. Runde           | Sieger              | Ulrich Kohn       | 16   |
| 1966/67 Details | Regionalliga West               | II    | 03.                                         | 17                                          | 11                                          | 06                                          | 72:39                                       | 45:23                                       | n. qualifiziert    | 2. Runde            | Ernst Kuster      | 23   |
| 1967/68 Details | Regionalliga West               | II    | 04.                                         | 19                                          | 08                                          | 07                                          | 77:44                                       | 46:22                                       | 1. Runde           | 4. Runde            | Ernst Kuster      | 28   |
| 1968/69 Details | Regionalliga West               | II    | 07.                                         | 14                                          | 10                                          | 10                                          | 63:47                                       | 38:30                                       | nicht qualifiziert | 4. Runde            | Ernst Kuster 1    | 23   |
| 1969/70 Details | Regionalliga West               | II    | 02.                                         | 20                                          | 08                                          | 06                                          | 61:30                                       | 48:20                                       | nicht qualifiziert | 2. Runde            | Ernst Kuster      | 29   |
| 1969/70 Details | Aufstiegsrunde, Gruppe 1        | II    | 01.                                         | 05                                          | 02                                          | 01                                          | 13:03                                       | 12:04                                       | nicht qualifiziert | 2. Runde            | Ernst Kuster      | 3    |

### Die 1970er Jahre
| Saison          | Liga                    | Level | Platz                                                   | S                                                       | U                                                       | N                                                       | Tore                                                    | Punkte                                                  | DFB-Pokal          | Westdeutscher Pokal  | Bester Torschütze                    | Tore |
| --------------- | ----------------------- | ----- | ------------------------------------------------------- | ------------------------------------------------------- | ------------------------------------------------------- | ------------------------------------------------------- | ------------------------------------------------------- | ------------------------------------------------------- | ------------------ | -------------------- | ------------------------------------ | ---- |
| 1970/71 Details | Bundesliga              | I     | 14.                                                     | 12                                                      | 05                                                      | 17                                                      | 039:56                                                  | 29:39                                                   | 1. Runde           | nicht teilgenommen 1 | Ernst Kuster                         | 8    |
| 1971/72 Details | Bundesliga 2            | I     | 18.                                                     | 06                                                      | 07                                                      | 21                                                      | 047:75                                                  | 19:49                                                   | 1. Runde           | nicht teilgenommen 1 | Karl-Heinz Brücken Jürgen Jendrossek | 7    |
| 1972/73 Details | Regionalliga West       | II    | 11.                                                     | 09                                                      | 12                                                      | 13                                                      | 046:66                                                  | 30:38                                                   | nicht qualifiziert | 3. Runde             | Karl-Heinz Brücken                   | 8    |
| 1972/73 Details | Ligapokal, Gruppe 3     | II    | 01.                                                     | 03                                                      | 01                                                      | 02                                                      | 013:08                                                  | 07:05                                                   | nicht qualifiziert | 3. Runde             | –                                    | –    |
| 1972/73 Details | Ligapokal-Viertelfinale | II    | Arminia Bielefeld – Borussia Mönchengladbach (0:3, 3:9) | Arminia Bielefeld – Borussia Mönchengladbach (0:3, 3:9) | Arminia Bielefeld – Borussia Mönchengladbach (0:3, 3:9) | Arminia Bielefeld – Borussia Mönchengladbach (0:3, 3:9) | Arminia Bielefeld – Borussia Mönchengladbach (0:3, 3:9) | Arminia Bielefeld – Borussia Mönchengladbach (0:3, 3:9) | nicht qualifiziert | 3. Runde             | –                                    | –    |
| 1973/74 Details | Regionalliga West       | II    | 14.                                                     | 09                                                      | 09                                                      | 16                                                      | 041:52                                                  | 27:41                                                   | Achtelfinale       | Sieger               | Volker Graul                         | 11   |
| 1974/75         | 2. Bundesliga Nord 3    | II    | 04.                                                     | 18                                                      | 14                                                      | 06                                                      | 068:47                                                  | 50:26                                                   | 1. Runde           | nicht ausgespielt 18 | Volker Graul                         | 30   |
| 1975/76         | 2. Bundesliga Nord      | II    | 09.                                                     | 14                                                      | 14                                                      | 10                                                      | 049:46                                                  | 42:34                                                   | Achtelfinale       | nicht ausgespielt 18 | Volker Graul Roland Peitsch          | 11   |
| 1976/77         | 2. Bundesliga Nord      | II    | 02.                                                     | 19                                                      | 12                                                      | 07                                                      | 072:39                                                  | 50:26                                                   | Achtelfinale       | nicht ausgespielt 18 | Harry Erhart                         | 11   |
| 1976/77         | Aufstiegsspiele 4       | II    | Arminia – TSV 1860 München (4:0, 0:4, 0:2 in Frankfurt) | Arminia – TSV 1860 München (4:0, 0:4, 0:2 in Frankfurt) | Arminia – TSV 1860 München (4:0, 0:4, 0:2 in Frankfurt) | Arminia – TSV 1860 München (4:0, 0:4, 0:2 in Frankfurt) | Arminia – TSV 1860 München (4:0, 0:4, 0:2 in Frankfurt) | Arminia – TSV 1860 München (4:0, 0:4, 0:2 in Frankfurt) | Achtelfinale       | nicht ausgespielt 18 | –                                    | –    |
| 1977/78         | 2. Bundesliga Nord      | II    | 01.                                                     | 23                                                      | 05                                                      | 10                                                      | 074:40                                                  | 51:25                                                   | 1. Runde           | nicht ausgespielt 18 | Norbert Eilenfeldt                   | 16   |
| 1978/79         | Bundesliga              | I     | 16.                                                     | 09                                                      | 08                                                      | 17                                                      | 043:56                                                  | 26:42                                                   | 2. Runde           | nicht ausgespielt 18 | Norbert Eilenfeldt                   | 10   |
| 1979/80 Details | 2. Bundesliga Nord      | II    | 01.                                                     | 30                                                      | 06                                                      | 02                                                      | 120:31                                                  | 66:10                                                   | 3. Runde           | nicht ausgespielt 18 | Christian Sackewitz                  | 35   |

### Die 1980er Jahre
| Saison          | Liga                          | Level | Platz                                                | S                                                    | U                                                    | N                                                    | Tore                                                 | Punkte                                               | DFB-Pokal          | Westfalenpokal       | Bester Torschütze     | Tore |
| --------------- | ----------------------------- | ----- | ---------------------------------------------------- | ---------------------------------------------------- | ---------------------------------------------------- | ---------------------------------------------------- | ---------------------------------------------------- | ---------------------------------------------------- | ------------------ | -------------------- | --------------------- | ---- |
| 1980/81 Details | Bundesliga                    | I     | 15.                                                  | 10                                                   | 06                                                   | 18                                                   | 46:65                                                | 26:42                                                | 1. Runde           | nicht ausgespielt    | Gerd-Volker Schock    | 16   |
| 1981/82 Details | Bundesliga                    | I     | 12.                                                  | 12                                                   | 06                                                   | 16                                                   | 46:50                                                | 30:38                                                | 2. Runde           | nicht teilgenommen 1 | Gerd-Volker Schock    | 07   |
| 1982/83 Details | Bundesliga                    | I     | 08.                                                  | 12                                                   | 07                                                   | 15                                                   | 46:71                                                | 31:37                                                | Achtelfinale       | nicht teilgenommen 1 | Frank Pagelsdorf      | 11   |
| 1983/84 Details | Bundesliga                    | I     | 08.                                                  | 12                                                   | 09                                                   | 13                                                   | 40:49                                                | 33:35                                                | 2. Runde           | nicht teilgenommen 1 | Frank Pagelsdorf      | 10   |
| 1984/85 Details | Bundesliga                    | I     | 16.                                                  | 08                                                   | 13                                                   | 13                                                   | 46:61                                                | 29:39                                                | 1. Runde           | nicht teilgenommen 1 | Siegfried Reich       | 18   |
| 1984/85 Details | Relegation 2                  | I     | 1. FC Saarbrücken – Arminia Bielefeld (2:0, 1:1)     | 1. FC Saarbrücken – Arminia Bielefeld (2:0, 1:1)     | 1. FC Saarbrücken – Arminia Bielefeld (2:0, 1:1)     | 1. FC Saarbrücken – Arminia Bielefeld (2:0, 1:1)     | 1. FC Saarbrücken – Arminia Bielefeld (2:0, 1:1)     | 1. FC Saarbrücken – Arminia Bielefeld (2:0, 1:1)     | 1. Runde           | nicht teilgenommen 1 | –                     | –    |
| 1985/86         | 2. Bundesliga                 | II    | 04.                                                  | 18                                                   | 09                                                   | 11                                                   | 60:47                                                | 45:31                                                | 1. Runde           | nicht teilgenommen 1 | Stefan Kohn           | 14   |
| 1986/87         | 2. Bundesliga                 | II    | 09.                                                  | 12                                                   | 14                                                   | 12                                                   | 58:55                                                | 38:38                                                | 2. Runde           | nicht teilgenommen 1 | Matthias Westerwinter | 11   |
| 1987/88         | 2. Bundesliga                 | II    | 20.                                                  | 06                                                   | 10                                                   | 22                                                   | 29:67                                                | 22:54                                                | 1. Runde           | nicht teilgenommen 1 | Matthias Westerwinter | 05   |
| 1988/89         | Oberliga Westfalen            | III   | 02.                                                  | 19                                                   | 08                                                   | 03                                                   | 58:21                                                | 46:14                                                | 1. Runde           | Achtelfinale         | Manfred Lonnemann     | 11   |
| 1988/89         | Deutsche Amateurmeisterschaft | III   | Viertelfinale: Arminia – BVL 08 Remscheid (2:2, 1:4) | Viertelfinale: Arminia – BVL 08 Remscheid (2:2, 1:4) | Viertelfinale: Arminia – BVL 08 Remscheid (2:2, 1:4) | Viertelfinale: Arminia – BVL 08 Remscheid (2:2, 1:4) | Viertelfinale: Arminia – BVL 08 Remscheid (2:2, 1:4) | Viertelfinale: Arminia – BVL 08 Remscheid (2:2, 1:4) | 1. Runde           | Achtelfinale         | –                     | –    |
| 1989/90         | Oberliga Westfalen            | III   | 01.                                                  | 20                                                   | 09                                                   | 01                                                   | 68:17                                                | 49:11                                                | nicht qualifiziert | Viertelfinale        | Gerrit Meinke         | 16   |
| 1989/90         | Aufstiegsrunde, Gruppe Nord   | III   | 03.                                                  | 03                                                   | 03                                                   | 02                                                   | 16:11                                                | 09:07                                                | nicht qualifiziert | Viertelfinale        | Gerrit Meinke         | 05   |

### Die 1990er Jahre
| Saison          | Liga                        | Level | Platz | S  | U  | N  | Tore  | Punkte | DFB-Pokal          | Westfalenpokal       | Bester Torschütze | Tore |
| --------------- | --------------------------- | ----- | ----- | -- | -- | -- | ----- | ------ | ------------------ | -------------------- | ----------------- | ---- |
| 1990/91         | Oberliga Westfalen          | III   | 05.   | 15 | 03 | 12 | 55:39 | 33:27  | n. qualifiziert    | Sieger               | Gerrit Meinke     | 13   |
| 1991/92         | Oberliga Westfalen          | III   | 04.   | 17 | 10 | 03 | 48:18 | 44:16  | 2. Runde           | Viertelfinale        | Gerrit Meinke     | 15   |
| 1992/93         | Oberliga Westfalen          | III   | 03.   | 18 | 07 | 09 | 69:42 | 43:25  | nicht qualifiziert | 3. Runde             | Theo Schneider    | 15   |
| 1993/94         | Oberliga Westfalen          | III   | 03.   | 14 | 11 | 05 | 48:28 | 39:21  | nicht qualifiziert | Achtelfinale         | Markus Wuckel     | 12   |
| 1994/95         | Regionalliga West/Südwest 1 | III   | 01.   | 20 | 10 | 04 | 65:28 | 50:18  | nicht qualifiziert | Achtelfinale         | Markus Wuckel     | 13   |
| 1995/96 Details | 2. Bundesliga               | II    | 02.   | 16 | 09 | 09 | 55:45 | 057 2  | 2. Runde           | nicht teilgenommen 3 | Fritz Walter      | 21   |
| 1996/97 Details | Bundesliga                  | I     | 14.   | 11 | 07 | 16 | 46:54 | 40     | 2. Runde           | nicht teilgenommen 3 | Stefan Kuntz      | 14   |
| 1997/98 Details | Bundesliga                  | I     | 18.   | 08 | 08 | 18 | 43:56 | 32     | Achtelfinale       | nicht teilgenommen 3 | Stefan Kuntz      | 11   |
| 1998/99         | 2. Bundesliga               | II    | 01.   | 20 | 07 | 07 | 62:32 | 67     | Achtelfinale       | nicht teilgenommen 3 | Bruno Labbadia    | 28   |
| 1999/00         | Bundesliga                  | I     | 17.   | 07 | 09 | 18 | 40:61 | 30     | Achtelfinale       | nicht teilgenommen 3 | Bruno Labbadia    | 11   |

### Die 2000er Jahre
| Saison  | Liga          | Level | Platz | S  | U  | N  | Tore  | Punkte | DFB-Pokal    | Westfalenpokal       | Bester Torschütze  | Tore |
| ------- | ------------- | ----- | ----- | -- | -- | -- | ----- | ------ | ------------ | -------------------- | ------------------ | ---- |
| 2000/01 | 2. Bundesliga | II    | 13.   | 10 | 11 | 13 | 53:46 | 41     | 2. Runde     | nicht teilgenommen 1 | Artur Wichniarek 2 | 18   |
| 2001/02 | 2. Bundesliga | II    | 02.   | 19 | 08 | 07 | 68:38 | 65     | 2. Runde     | nicht teilgenommen 1 | Artur Wichniarek   | 20   |
| 2002/03 | Bundesliga    | I     | 16.   | 08 | 12 | 14 | 35:46 | 36     | 2. Runde     | nicht teilgenommen 1 | Artur Wichniarek   | 12   |
| 2003/04 | 2. Bundesliga | II    | 02.   | 16 | 08 | 10 | 50:37 | 56     | 1. Runde     | nicht teilgenommen 1 | Isaac Boakye       | 14   |
| 2004/05 | Bundesliga    | I     | 13.   | 11 | 07 | 16 | 37:49 | 40     | Halbfinale   | nicht teilgenommen 1 | Delron Buckley     | 15   |
| 2005/06 | Bundesliga    | I     | 13.   | 10 | 07 | 17 | 32:47 | 37     | Halbfinale   | nicht teilgenommen 1 | Isaac Boakye       | 08   |
| 2006/07 | Bundesliga    | I     | 12.   | 11 | 09 | 14 | 47:49 | 42     | 1. Runde     | nicht teilgenommen 1 | Artur Wichniarek   | 10   |
| 2007/08 | Bundesliga    | I     | 15.   | 08 | 10 | 16 | 35:60 | 34     | Achtelfinale | nicht teilgenommen 1 | Artur Wichniarek   | 10   |
| 2008/09 | Bundesliga    | I     | 18.   | 04 | 16 | 14 | 29:56 | 28     | 2. Runde     | nicht teilgenommen 1 | Artur Wichniarek   | 13   |
| 2009/10 | 2. Bundesliga | II    | 07.   | 16 | 05 | 13 | 48:41 | 049 3  | 2. Runde     | nicht teilgenommen 1 | Giovanni Federico  | 12   |

### Die 2010er Jahre
| Saison          | Liga          | Level | Platz                                                | S                                                    | U                                                    | N                                                    | Tore                                                 | Punkte                                               | DFB-Pokal     | Westfalenpokal       | Bester Torschütze               | Tore |
| --------------- | ------------- | ----- | ---------------------------------------------------- | ---------------------------------------------------- | ---------------------------------------------------- | ---------------------------------------------------- | ---------------------------------------------------- | ---------------------------------------------------- | ------------- | -------------------- | ------------------------------- | ---- |
| 2010/11         | 2. Bundesliga | II    | 18.                                                  | 04                                                   | 08                                                   | 22                                                   | 28:65                                                | 017 1                                                | 2. Runde      | nicht teilgenommen 2 | Sebastian Heidinger Josip Tadić | 05   |
| 2011/12         | 3. Liga       | III   | 13.                                                  | 12                                                   | 14                                                   | 12                                                   | 51:57                                                | 50                                                   | 1. Runde      | Sieger               | Fabian Klos                     | 10   |
| 2012/13         | 3. Liga       | III   | 02.                                                  | 22                                                   | 10                                                   | 06                                                   | 59:32                                                | 76                                                   | 2. Runde      | Sieger               | Fabian Klos 3                   | 20   |
| 2013/14         | 2. Bundesliga | II    | 16.                                                  | 09                                                   | 08                                                   | 17                                                   | 40:58                                                | 35                                                   | 2. Runde      | nicht teilgenommen 2 | Fabian Klos                     | 09   |
| 2013/14         | Relegation 4  | II    | SV Darmstadt 98 – Arminia Bielefeld (1:3; 4:2 n. V.) | SV Darmstadt 98 – Arminia Bielefeld (1:3; 4:2 n. V.) | SV Darmstadt 98 – Arminia Bielefeld (1:3; 4:2 n. V.) | SV Darmstadt 98 – Arminia Bielefeld (1:3; 4:2 n. V.) | SV Darmstadt 98 – Arminia Bielefeld (1:3; 4:2 n. V.) | SV Darmstadt 98 – Arminia Bielefeld (1:3; 4:2 n. V.) | 2. Runde      | nicht teilgenommen 2 | –                               | –    |
| 2014/15         | 3. Liga       | III   | 01.                                                  | 22                                                   | 08                                                   | 08                                                   | 75:41                                                | 74                                                   | Halbfinale    | Halbfinale           | Fabian Klos                     | 23   |
| 2015/16         | 2. Bundesliga | II    | 12.                                                  | 08                                                   | 18                                                   | 08                                                   | 38:39                                                | 42                                                   | 1. Runde      | nicht teilgenommen 2 | Fabian Klos                     | 12   |
| 2016/17         | 2. Bundesliga | II    | 15.                                                  | 08                                                   | 13                                                   | 13                                                   | 50:54                                                | 37                                                   | Viertelfinale | nicht teilgenommen 2 | Fabian Klos                     | 13   |
| 2017/18         | 2. Bundesliga | II    | 04.                                                  | 12                                                   | 12                                                   | 10                                                   | 51:47                                                | 48                                                   | 1. Runde      | nicht teilgenommen 2 | Andreas Voglsammer              | 13   |
| 2018/19         | 2. Bundesliga | II    | 07.                                                  | 13                                                   | 10                                                   | 11                                                   | 52:50                                                | 49                                                   | 2. Runde      | nicht teilgenommen 2 | Fabian Klos                     | 17   |
| 2019/20 Details | 2. Bundesliga | II    | 01.                                                  | 18                                                   | 14                                                   | 02                                                   | 65:30                                                | 68                                                   | 2. Runde      | nicht teilgenommen 2 | Fabian Klos                     | 21   |

### Die 2020er Jahre
| Saison          | Liga          | Level | Platz                                             | S                                                 | U                                                 | N                                                 | Tore                                              | Punkte                                            | DFB-Pokal | Westfalenpokal       | Bester Torschütze               | Tore |
| --------------- | ------------- | ----- | ------------------------------------------------- | ------------------------------------------------- | ------------------------------------------------- | ------------------------------------------------- | ------------------------------------------------- | ------------------------------------------------- | --------- | -------------------- | ------------------------------- | ---- |
| 2020/21 Details | Bundesliga    | I     | 15.                                               | 09                                                | 08                                                | 17                                                | 26:52                                             | 35                                                | 1. Runde  | nicht teilgenommen 1 | Ritsu Dōan, Fabian Klos         | 05   |
| 2021/22 Details | Bundesliga    | I     | 17.                                               | 05                                                | 13                                                | 16                                                | 27:53                                             | 28                                                | 2. Runde  | nicht teilgenommen 1 | Masaya Okugawa                  | 08   |
| 2022/23 Details | 2. Bundesliga | II    | 16.                                               | 09                                                | 07                                                | 18                                                | 50:62                                             | 34                                                | 2. Runde  | nicht teilgenommen 1 | Robin Hack                      | 10   |
| 2022/23 Details | Relegation 2  | II    | SV Wehen Wiesbaden – Arminia Bielefeld (4:0; 2:1) | SV Wehen Wiesbaden – Arminia Bielefeld (4:0; 2:1) | SV Wehen Wiesbaden – Arminia Bielefeld (4:0; 2:1) | SV Wehen Wiesbaden – Arminia Bielefeld (4:0; 2:1) | SV Wehen Wiesbaden – Arminia Bielefeld (4:0; 2:1) | SV Wehen Wiesbaden – Arminia Bielefeld (4:0; 2:1) | 2. Runde  | nicht teilgenommen 1 | –                               | –    |
| 2023/24 Details | 3. Liga       | III   | 14.                                               | 11                                                | 13                                                | 14                                                | 48:47                                             | 46                                                | 2. Runde  | Sieger               | Merveille Biankadi, Fabian Klos | 9    |
| 2024/25 Details | 3. Liga       | III   | 01.                                               | 21                                                | 09                                                | 08                                                | 64:36                                             | 72                                                | Finalist  | Sieger               | Julian Kania                    | 14   |